# Військовий інженерно-технічний університет (Санкт-Петербург)
Військовий інженерно-технічний університет (ВІТУ) в Санкт-Петербурзі — один із найстаріших військових вищих навчальних закладів Росії. Заснований у 1810 році як Санкт-Петербурзьке інженерне училище.
Неодноразово реорганізовувася, об'єднувався з іншимим навчальними закладами, змінював назву. В різний час називався Головне (Миколаївське) інженерне училище, Миколаївська інженерна академія, Військово-інженерна академія, Ленінградське військове інженерно-технічне училище, Пушкінське вище військове інженерно-будівельне училище, Військовий інженерно-будівельний інститут. Як Військовий інженерно-технічний університет існував протягом 1997–2010 років.
Під час реформи з об'єднання військових вузів, проведеної за ініціативи міністра оборони Російської Федерації А. Сердюкова, ВІТУ як самостійну установу ліквідовано. Виш разом із ще чотирма військовими навчальними закладами (інститут залізничних військ, Вольський, Омський, Пензенський військові інститути) було включено до складу Військової академії матеріально-технічного забезпечення імені генерала армії А. В. Хрульова на правах інституту (факультету).